# Phymasterna lacteoguttata
Phymasterna lacteoguttata är en skalbaggsart som beskrevs av François Louis Nompar de Caumont de Laporte 1840. Phymasterna lacteoguttata ingår i släktet Phymasterna och familjen långhorningar.
Artens utbredningsområde är Madagaskar. Inga underarter finns listade i Catalogue of Life.